# Bohater Tadżykistanu
Bohater Tadżykistanu (tadż. Қаҳрамони Тоҷикистон) – najwyższy tytuł honorowy Republiki Tadżykistanu, nawiązujący formułą do dawnego Bohatera Związku Radzieckiego. 

## Statut tytułu
Tytuł Bohatera Tadżykistanu, wraz z innymi tytułami honorowymi i odznaczeniami państwowymi, jest zapisany w Ustawie Republiki Tadżykistanu „O odznaczeniach państwowych Republiki Tadżykistanu” z dnia 24 lutego 2017 r. nr 1378. Zgodnie z nią, tytuł Bohatera Tadżykistanu jest przyznawany za zasługi dla państwa i narodu związane z dokonaniem bohaterskiego, militarnego lub robotniczego czynu w imię wolności, niepodległości i pomyślności Republiki Tadżykistanu.
Tak jak w przypadku innych tytułów honorowych i odznaczeń państwowych Republiki Tadżykistanu tytuł Bohatera Tadżykistanu nadaje Prezydent Republiki Tadżykistanu.

## Opis
Osoby wyróżnione tytułem Bohatera Tadżykistanu otrzymują specjalne odznaczenie – Złotą Gwiazdę Bohatera Tadżykistanu, która jest noszona na wstążce w barwach flagi Tadżykistanu po lewej stronie klatki piersiowej.
Osoby wyróżnione tytułem Bohatera Tadżykistanu otrzymują co miesiąc 100-procentowy dodatek do emerytury. Ponadto przysługują im następujące przywileje:
- są w pierwszej kolejności wyposażane w przestrzeń mieszkalną według ustalonych standardów. Powierzchnia mieszkalna zajmowana przez odznaczonego i członków jego rodziny oraz media są opłacane przez państwo w 50 procentach;
- osobom potrzebującym leczenia sanatoryjnego corocznie wydawana jest bezpłatna wejściówka do krajowego sanatorium lub domu wypoczynkowego. Wydawanie bezpłatnych bonów odbywa się w miejscu pracy (służby), dla niepracujących emerytów – przez organy opieki socjalnej;
- mają prawo do bezpłatnego przemieszczania się raz w roku (w obie strony) na terenie Republiki Tadżykistanu transportem kolejowym wagonami pierwszej klasy pociągów pospiesznych i pasażerskich, lotniczym lub międzymiastowym transportem drogowym, a także prawo do bezpłatnego korzystania z transportu miejskiego i podmiejskiego (z wyjątkiem taksówek), a na wsi z autobusów linii wewnętrznych[1].

Złota Gwiazda Bohatera Tadżykistanu i świadectwo przyznania tytułu po śmierci wyróżnionego pozostają u spadkobierców. Za zgodą spadkobierców zmarłego jego odznaczenia i dokumenty mogą zostać przekazane do muzeów państwowych w celu zachowywania i popularyzowania historii. Jeżeli zmarły nie pozostawił po sobie spadkobierców, jego odznaczenia i dokumenty są zwracane państwu.